# Gerhard Andrey

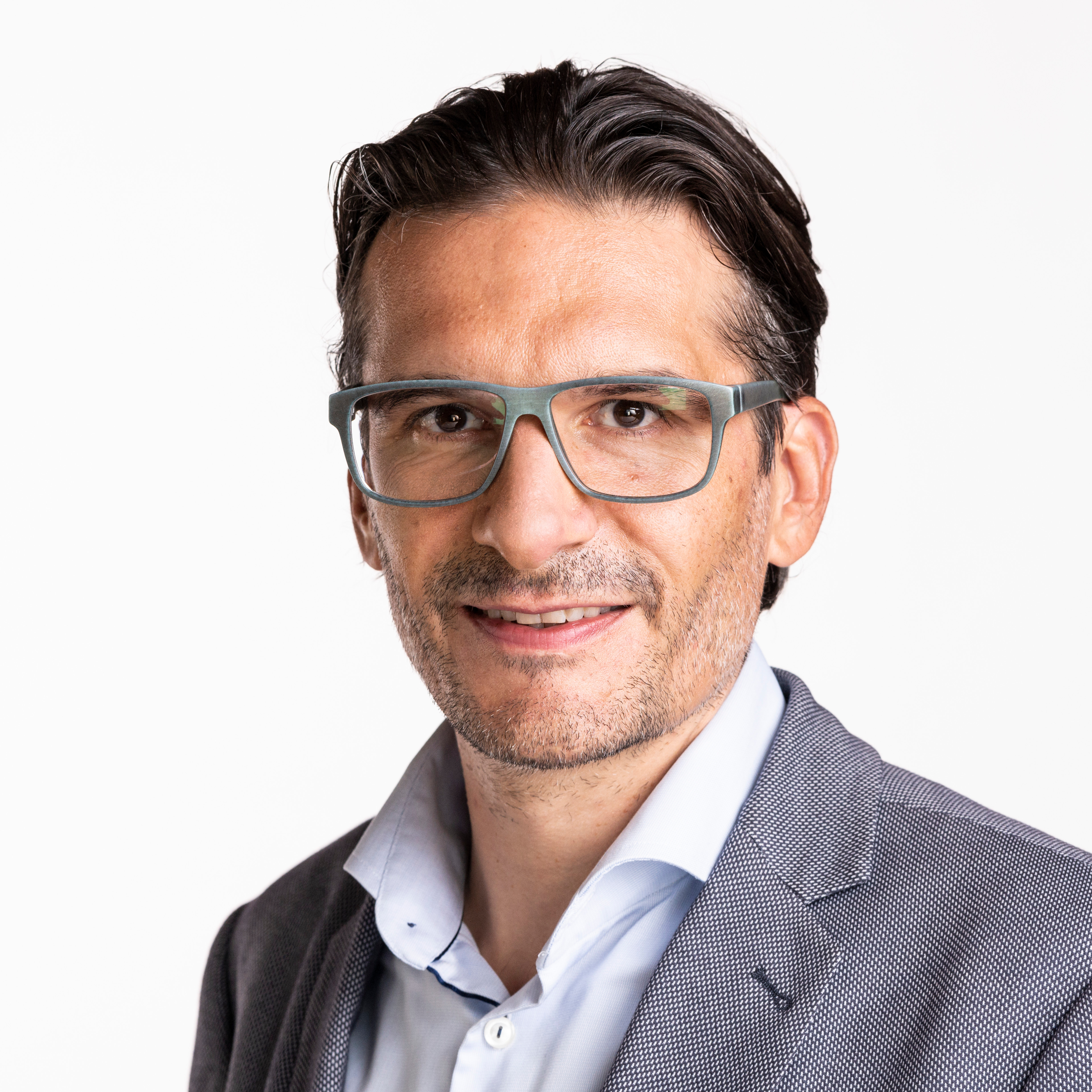
Gerhard Andrey (2021)

Gerhard Andrey (* 21. Januar 1976 in Freiburg; heimatberechtigt in Val-de-Charmey) ist ein Schweizer Unternehmer und Politiker (Grüne). Im Oktober 2019 wurde er für den Kanton Freiburg in den Nationalrat gewählt.

## Lebenslauf
Gerhard Andrey machte von 1991 bis 1995 eine Berufslehre als Schreiner in St. Antoni und schloss von 1996 bis 2000 ein Studium zum Holzbetriebsingenieur HTL an der Berner Fachhochschule ab. Sein Diplompraktikum machte er 1999 in San Isidro de El General in Costa Rica.
2001 absolvierte er an der Universität Freiburg ein Nachdiplomstudium zum Informatiker NDK und arbeitete bis 2003 als selbstständiger Webdienstleister. Von 2003 bis 2006 war Andrey Geschäftsführer der von ihm mitgegründeten Mediagonal AG.
2007 gründete er gemeinsam mit Hannes Gassert, Nadja Perroulaz und Christian Stocker die Webagentur Liip AG in Freiburg.
Zusammen mit dem Sänger Pascal Vonlanthen (Gustav) gründete er 2007 den Verein «Gustav Akademie» in Freiburg, den er seither präsidiert und der ein alternatives Atelier für junge Musiker bereitstellt.
Andrey ist verheiratet und hat zwei Kinder.

### Politik
Andrey war von 2010 bis 2016 Vorstandsmitglied und ab 2014 zudem Vizepräsident der Grünen Freiburg und von 2012 bis 2020 Vorstandsmitglied der Grünen Schweiz, von 2016 bis 2020 als Vizepräsident.
Bei den Schweizer Parlamentswahlen 2019 eroberte er den ersten Sitz der Grünen im Nationalrat für den Kanton Freiburg auf Kosten von Jean-François Rime (SVP) und wurde am 2. Dezember 2019 vereidigt. Er ist Mitglied der Finanzkommission (FK) sowie der Sicherheitspolitischen Kommission und ist erster Stellvertreter in der Kommission für Wirtschaft und Abgaben. Seit 2022 ist er als Stimmenzähler Mitglied des Nationalratsbüros. Bei den Wahlen 2023 trat er für den Nationalrat und den Ständerat an; er wurde in den Nationalrat wiedergewählt.
In den Jahren 2020/2021 war er aktiver Unterstützer des Referendums gegen das E-ID-Gesetz. Seit 2021 ist er Mitglied der Reflexionsgruppe Digitalisierung der Bundeskanzlei.
Andrey kandidierte für die Bundesratswahlen 2023 als Sprengkandidat gegen einen FDP-Sitz, was jedoch erfolglos blieb. Am 10. November 2023 hatte die Grüne Fraktion der Bundesversammlung seine Kandidatur bestätigt.

### Engagement
Andrey ist seit 2008 Verwaltungsrat der LerNetz AG, seit 2017 Verwaltungsrat der Alternativen Bank Schweiz und seit 2018 Stiftungsrat der Stiftung Seed Capital Freiburg. Von 2016 bis 2018 war er Vorstandsmitglied von Pro Familia Freiburg.
Seit 2015 gehört Andrey dem Fachrat der Hochschule für Technik und Architektur in Freiburg (HTA-FR) an, einem Gremium, das die Aufgabe hat, die Direktion in beruflichen und wissenschaftlichen Fragen zu beraten.
Seit 2020 ist er Präsident des Verein C, der die Interessen von professionellen kulturellen Organisationen im Kanton Freiburg vertritt.
2022 wurde er in den Stiftungsrat von Applico aufgenommen, einer Stiftung, die im deutschsprachigen Teil des Kantons Freiburg Wohnraum und Arbeitsplätze für Menschen mit psychischen Behinderungen bereitstellen soll.